# 東京トヨタ自動車
東京トヨタ自動車株式会社（とうきょうトヨタじどうしゃ）は、かつて存在した東京都を主な販売エリアとするトヨタ店の自動車ディーラーである。
2019年（平成31年）4月1日、トヨタ自動車の「東京ReBORN計画」による販売チャネル制度の廃止に伴い、トヨタ東京販売ホールディングスを存続会社とし、都内直営ディーラー（東京トヨタ自動車・東京トヨペット・トヨタ東京カローラ・ネッツトヨタ東京）を合併。同時に「トヨタモビリティ東京株式会社」へ商号変更した。屋号もトヨタモビリティ東京となった事により、東京トヨタ自動車は企業、屋号ともに消滅した。

## 歴史
1946年11月設立。当初は古河財閥系を中心とする銀行、生命保険、鉄道、タイヤ製造企業などの出身者で経営陣が構成されていた。
その後1967年にはトヨタ自動車の資本が入って直営店化された。100%子会社でディーラー展開を行った企業の一つである。ただし、当社以外の都内トヨタ系ディーラーは創立当初からトヨタ自動車の直系であるが、当社は途中からトヨタ自動車に買収されたという点が異なる。
2019年（平成31年）4月1日、トヨタ自動車の「東京ReBORN計画」による販売チャネル制度の廃止に伴い、トヨタ東京販売ホールディングスを存続会社とし、都内直営ディーラー（東京トヨタ自動車・東京トヨペット・トヨタ東京カローラ・ネッツトヨタ東京）を合併。同時に「トヨタモビリティ東京株式会社」へ商号変更した。屋号もトヨタモビリティ東京となった事により、東京トヨタ自動車は企業、屋号ともに消滅した。

## 会社概要
- 事業内容
  - 自動車販売事業全般
    - トヨタ店
    - レクサス店（江戸川、目黒、西東京、八王子）

  - au販売代理事業

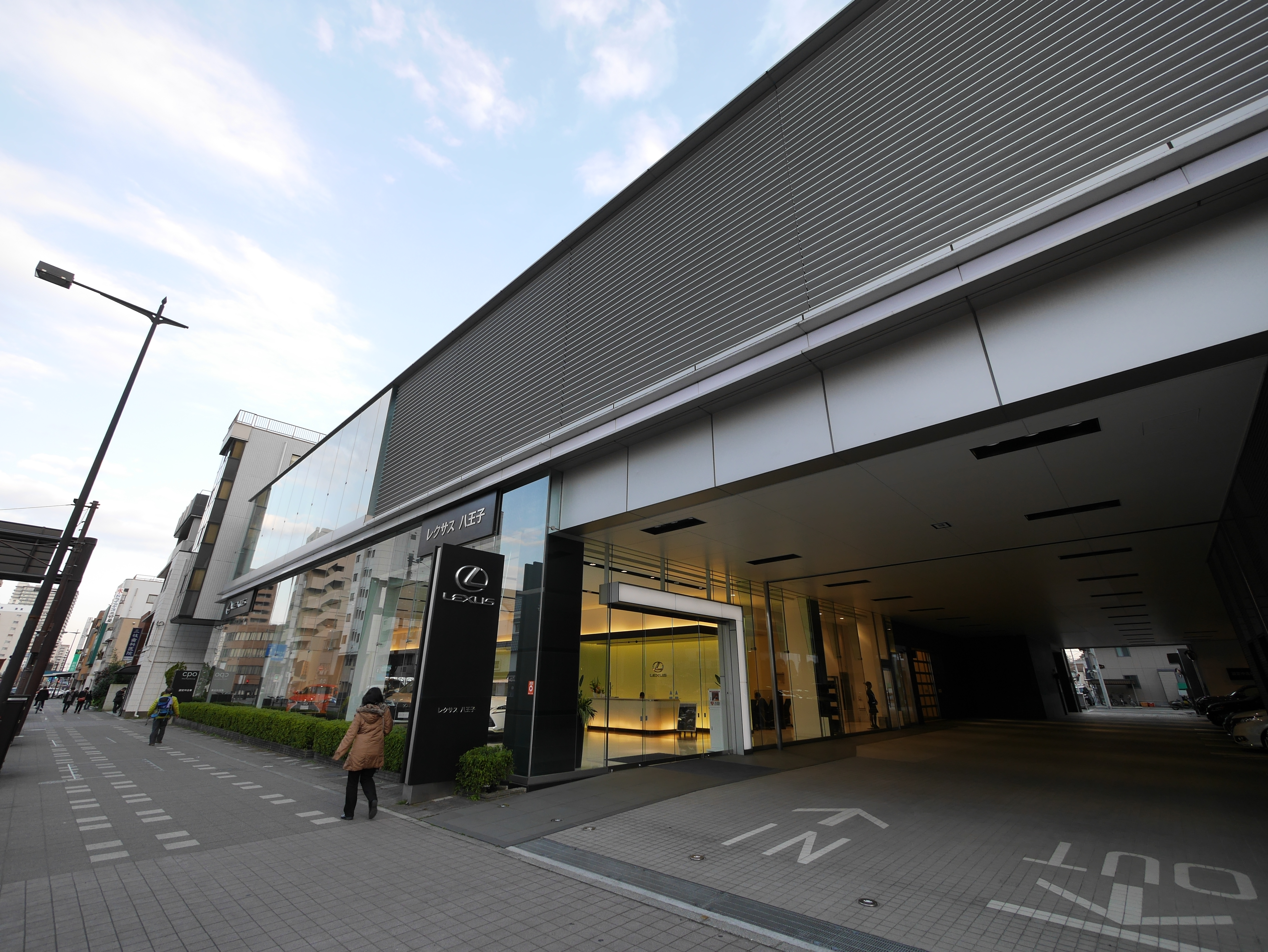
レクサス八王子

## かつての取扱車種
- センチュリー P

センチュリーはトヨタ店の専売であるが、東京地区のみ東京トヨペットでも併売される。
- セルシオ P
- クラウン（ロイヤル、アスリート、マジェスタ） P

クラウンシリーズはトヨタ店の専売であるが、東京地区のみ東京トヨペットでも併売される。
- ブレビス T
- SAI ★
- アバロン P

アバロンはトヨペット店の専売であるが、東京地区のみ東京トヨタでも併売されていた。
- ソアラP
- マークX P
  - マークII P

マークX·マークIIはトヨペット店の専売であるが、東京地区のみ東京トヨタでも併売される。
- カムリ P/C/N

カムリはトヨタ店以外の併売であるが、東京地区のみ東京トヨタでも併売される。
- ブレイドP
- プリウス ★
- プリウスPHV ★
- プリウスα ★
- MIRAI P
- 86 ★
- アリオン T
  - カリーナ P
  - カリーナED P

カリーナシリーズはトヨタ店の専売であるが、東京地区のみ1989年の9月までは、東京トヨペットでも併売されていた。
- コロナ P
  - コロナクーペP

コロナ·コロナクーペはトヨペット店の専売であるが、東京地区のみ1987年の12月までは東京トヨタでも併売されていた。
- コルサ P

コルサはトヨペット店の専売であるが、東京地区のみ1987年の12月までは東京トヨタでも併売されていた。
- キャバリエ P

キャバリエはトヨタ店の専売であるが、東京地区のみ東京トヨペットでも併売されていた。
- ポルテ P
- ルーミー C
- エスクァイア P
- アクア ★
- アイシス T
  - ガイア T
- エスティマ C
  - エスティマエミーナ T
  - エスティマハイブリッド C
- マスターエースサーフ T
- メガクルーザー T
- ランドクルーザー T
  - ランドクルーザー70 T
  - ランドクルーザープラド T
- FJクルーザー T
- ハイラックス P

ハイラックスはトヨタ店の専売であるが、1999年までは、東京地区のみ東京トヨペットでも併売されていたほか、1989年頃まではトヨタオート店(現·ネッツ店)でも取り扱っていた。
- ハイラックスサーフ P

ハイラックスサーフは、1997年までは東京トヨペットを含むトヨペット店でも併売されていたほか、1989年頃まではトヨタオート店(現·ネッツ店)でも取り扱っていた。
- サクシード P
- カルディナ P
- ハイエース P
  - グランドハイエース P
  - ツーリングハイエース P
  - ハイエースレジアス P

ハイエースシリーズはトヨペット店の専売であるが、東京地区のみ東京トヨタでも併売される。ただし、ハイエース·ハイエースレジアスに限り1999年まではトヨタビスタ店でも取り扱っていた。
- ダイナ T
- トヨエース P

トヨエースはトヨペット店の専売であるが、1985年頃までは、東京地区のみ東京トヨタでも併売されていた。
- コースター T
- ハイメディック T
- ジャパンタクシー P
- コンフォート教習車 P

コンフォート教習車はトヨペット店の専売であるが、東京地区のみ東京トヨタでも併売されていた。さらに、2004年までは、ネッツ店とトヨタビスタ店でも取り扱っていた。
T印はトヨタ店専売車

P印はトヨペット店と併売

C印はトヨタカローラ店と併売

P/N印はトヨペット店、ネッツ店と併売

P/C/N印東京トヨタを除くトヨタ店以外の併売

★印は全チャンネルで併売

## 関連会社
- 東京トヨタカーライフサービス株式会社
- 株式会社センチュリーサービス